# Campylospermum squamosum
Campylospermum squamosum är en tvåhjärtbladig växtart som först beskrevs av Dc., och fick sitt nu gällande namn av Farron. Campylospermum squamosum ingår i släktet Campylospermum och familjen Ochnaceae. Inga underarter finns listade i Catalogue of Life.